# Aniceto Marinas

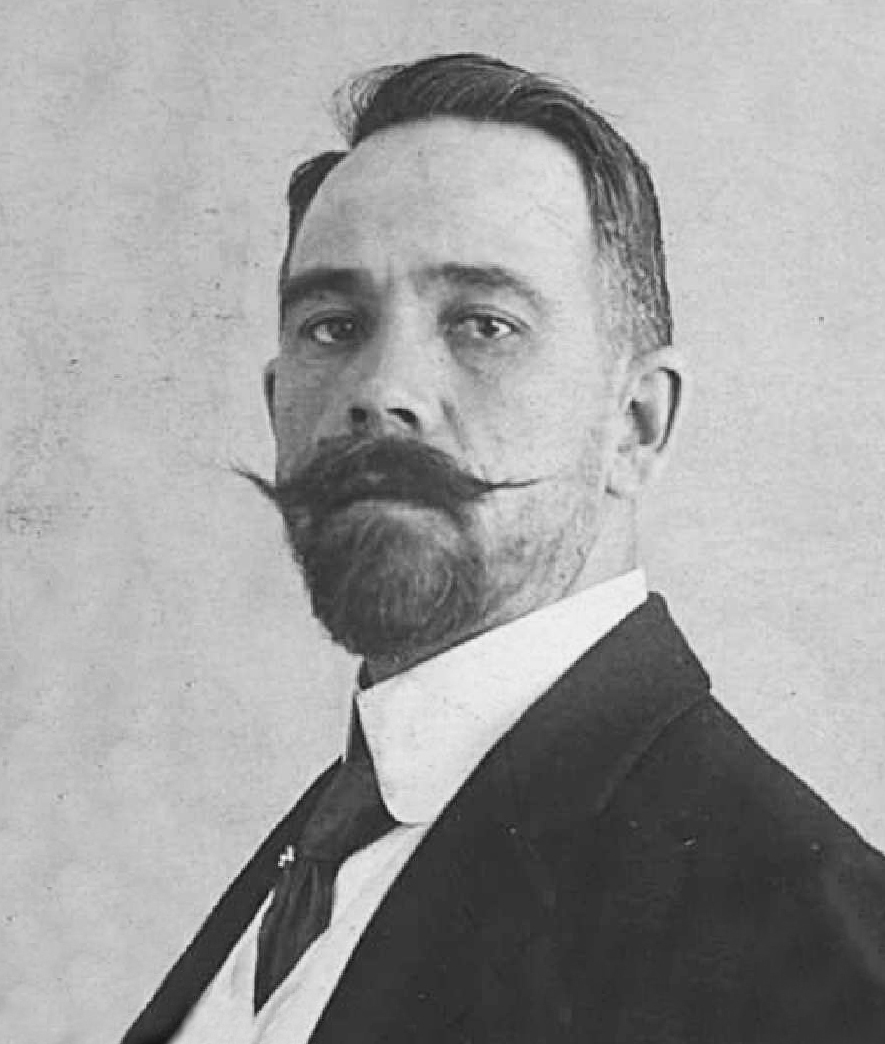
Marinas fotografado por Julio Duque

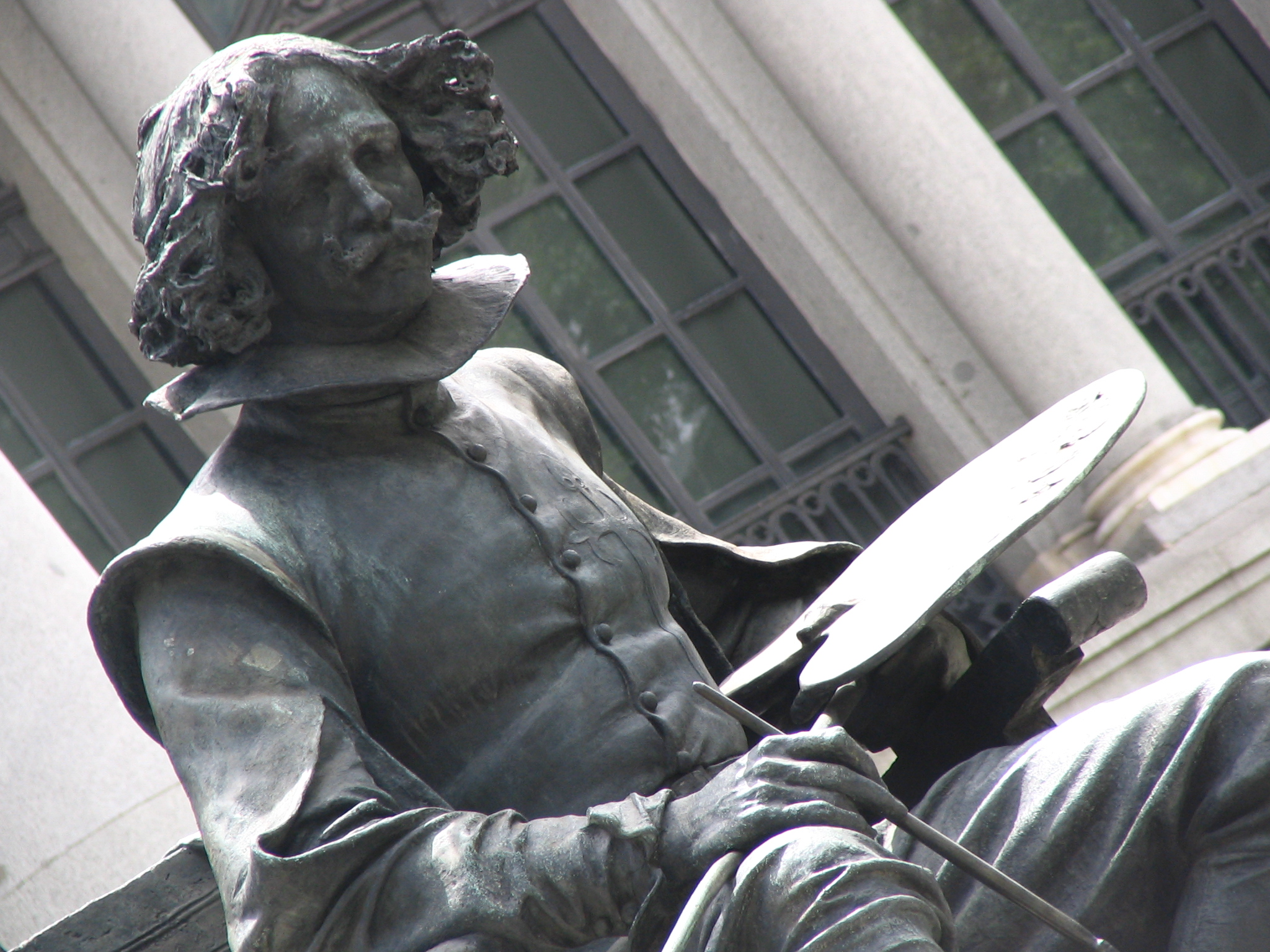
Detalhe do Monumento a Velázquez, na entrada principal do Museu do Prado

Aniceto Marinas García (Segóvia, 1866 — Madrid, 1953) foi um escultor espanhol.
De família humilde, conseguiu uma bolsa de estudos para estudar na Real Academia de Bellas Artes de San Fernando de Madrid, em 1884, e onde foi aluno de Juan Samsó e Jerónimo Suñol. Em 1888, recebeu nova bolsa para prosseguir os estudos na Academia em Roma, onde permaneceu até 1893.
De volta à Espanha,ingressou naReal Academia de Bellas Artes de San Fernando e obteve a cátedra na Escola de Artes e Ofícios de Madrid.
É autor de diversos monumentos públicos de Madrid, Cádiz, León, Zumárraga (Guipúscoa), Ourense, Teruel, Burgos e Segóvia. Suas obras mais significativas se encontram en Madrid: o Monumento a Velázquez, na porta principal do Museu do Prado (1899); o Monumento a Eloy Gonzalo, na Praça de Cascorro (1902); o grupo La Libertad no Monumento a Alfonso XII do Parque del Retiro (1905); e o Monumento ao Sagrado Coração, no Cerro de los Ángeles (1919), que foi destruído durante a Guerra Civil Espanhola e que teve realizado um novo projeto inaugurado em 1965, e no qual Marinas também colaborou.